# Godyris matronalis
Godyris matronalis är en fjärilsart som beskrevs av Gustav Weymer 1884. Godyris matronalis ingår i släktet Godyris och familjen praktfjärilar. Inga underarter finns listade i Catalogue of Life.